# ラチ (アルバニア)
ラチ（アルバニア語: Laç）はアルバニアのレジャ州の都市であり、旧基礎自治体である。2015年にクルビンの基礎自治体庁所在地になった。2023年の人口は12,854人だった。
ラチ駅はラチに置かれている。サッカークラブはKFラチである。